# Vlaams Nationaal Zangfeest
Vlaams Nationaal Zangfeest, la Fête nationale flamande du chant, est un festival annuel de la chanson qui, pendant une longue période, se produisit au Palais des sports d'Anvers au mois de février, avant d'avoir lieu, à partir de 2009, au Lotto Arena, également à Anvers. La Fête nationale flamande du chant est organisée par l'Algemeen Nederlands Zangverbond (Union générale de la chanson néerlandaise, dont le sigle est « ANZ ») dans le but de promouvoir la langue néerlandaise dans la musique.  

## But
L'objectif des fondateurs de la Fête nationale flamande du chant, qui eut lieu pour la première fois en 1933, était de susciter un regain d'intérêt et de créer un nouveau débouché pour la musique flamande, y compris à la radio. On voulait prouver que la musique flamande ne se compose pas seulement de chansons mélo (levenslied), de schlagers ou de tubes. Outre les chansons populaires ou les chants de bataille usuels tels que le Lion des Flandres (Vlaamse Leeuw), des chansons folkloriques et des chansons au contenu plutôt intellectuel (kleinkunst) ont trouvé leur place au sein du festival. Un élément récurrent est le discours du président de l'ANZ, où sont formulées les aspirations et les revendications actuelles des Flamands.

## Bref historique

### Les débuts et l'avant-guerre
Le premier festival de la chanson, organisé par Willem de Meyer, eut lieu le 9 juin 1933. La mise en scène comprenait des éléments qui allaient devenir des constantes de l'histoire de ce festival de la chanson : entre autres l'alternance de chant choral et de chant de masse, le Wilhelmus et l'ancien hymne national sud-africain, le discours et l'importance accordée à l'aspect visuel. Le 10 juillet 1933, le quotidien De Schelde (L'Escaut) proclama le succès de la première Fête nationale flamande du chant, car : « Il a fallu plus d'une demi-heure avant que cette foule immense ait quitté la bourse par les deux sorties. »
Après 1926, De Meyer organisait régulièrement des soirées de chant avec le chœur nationaliste flamand Kunst en Vermaak (Arts et Divertissement) de Borgerhout : une chorale qu'il avait d'abord dirigée lui-même avant de céder, plus tard, la direction à Jef van Hoof. Cette chorale joua un rôle important dans la mise en place des festivals de chant.
La soirée de chant, organisée par De Meyer en mars 1933 dans le Roma, un théâtre nouvellement construit à Borgerhout, où des chorales nationalistes flamandes de Lierre et de Malines se produisirent, était une préfiguration du premier festival de la chanson. Un ensemble de cuivres, dirigé par Jef van Hoof, y accompagna le chant choral et le chant populaire. On estimait que le moment était venu pour organiser un événement plus ambitieux. Après qu'un comité d'action eut été chargé, le 29 avril 1933, de l'organisation, le premier festival de la chanson eut lieu moins de deux mois plus tard dans le Stade Helder à Berchem. Le président du comité était Karel Peeters (qui était aussi secrétaire du Parti du front - Frontpartij - d'Anvers), De Meyer devint secrétaire et Joris Diels et Jef van Hoof furent recrutés, respectivement, en tant que metteur en scène et chef d'orchestre. Le comité d'honneur, créé sous la présidence d'August Borms, était un véritable échantillon de figures de proue du nationalisme flamand. 
Après la création, en 1935, de l'ASBL Vlaamsch Nationale Zangfeesten (Journées nationales flamandes de chants), le festival de la chanson devint un véritable institut. Entre-temps, l'organisation avait commencé à se rapprocher davantage de la Ligue nationale flamande, mais les socialistes et les communistes assistant à la deuxième Fête de la chanson reçurent l'assurance que le festival se situerait au-dessus des partis politiques, ce qui n'empêcha d'ailleurs pas les militants de la Ligue d'y faire acte de présence en uniforme, cette année-là, déployant leurs drapeaux Orange-Delta. En 1937, pour la première fois dans sa jeune histoire, la Fête eut lieu à Bruxelles. Le 6 mars 1938, l'ASBL Vlaamsch Nationale Zangfeesten fut élargie pour devenir l'ASBL Vlaamsch Nationaal Zangverbond (VNZ), la Ligue nationale flamande du chant. La Fête annuelle du chant, étant devenue un événement d'envergure, constituait désormais l'activité principale du VNZ, et celle de 1938, ayant lieu le 3 juillet, se transforma en grand meeting de protestation pour marquer la solidarité avec Flor Grammens qui, le 23 juin 1938, avait été condamné à une peine de prison pour avoir enlevé des signes bilingues au palais de justice de Gand : des dizaines de milliers participaient à une manifestation organisée par l'Union des anciens combattants flamands (Vlaamsche Oudstrijdersbond) et l'Union des associations culturelles (Verbond van Cultuurverenigingen), exigeant l'application de la législation linguistique, l'amnistie pour tous les activistes et la libération immédiate de Grammens. L'action conduisit à la libération anticipée de celui-ci, le 6 juillet, bien qu'il dût purger quatre mois en tout.
C'est à la veille de la Seconde Guerre mondiale que le VNZ - en dépit de la menace d'une mainmise par la Ligue nationale flamande - se rapprocha le plus de l'ambition de créer un vaste mouvement du chant. À cette fin, l'aspect combatif fut atténué dans une certaine mesure, et on fit même appel à des personnes situées à gauche de l'échiquier politique comme Jan Broeckx, qui dirigea lors de la Fête en 1938. En conséquence, les discours n'étaient ni des diatribes politiques ni des tirades anti-belges : la plupart du temps, on rappelait le passé glorieux, souvent lié à l'appel à faire revivre ces temps lointains.

### La Seconde Guerre mondiale
En raison de l'occupation allemande pendant la Seconde Guerre mondiale, le huitième festival du chant n'eut pas lieu en 1940 mais le 31 août 1941 à Bruxelles. L'appartenance à une même entité germanique y fut soulignée en présence de représentants des autorités allemandes d'occupation. Pour le neuvième festival du chant, qui eut également lieu à Bruxelles, le 2 août 1942, des deux brochures sur le programme publiées, la première fut interdite par le gouvernement allemand, parce que, dans la préface, Hendrik Borginon avait exigé l'indépendance de la Flandre au sein d'une unité grande-néerlandaise. À cette Fête, Karel Peeters, le président du VNZ, souhaita la bienvenue aux soldats flamands de la Légion Flandre de la SS (SS-legioen Vlaanderen). À partir de 1943, le conseil du VNZ devint plus prudent : ainsi, on s'opposa à l'exécution du Horst-Wessel-Lied à la Fête nationale flamande du chant de 1943,. Afin d'éviter un conflit ouvert avec l'occupant, on supprima du même coup le Vlaamse Leeuw (Le Lion des Flandres), le Wilhelmus (Guillaume de Nassau) et Die Stem van Suid-Afrika (L'Appel de l'Afrique du Sud). En 1944, aucun festival national d'envergure n'eut lieu, mais on organisa, cette année-là, tout de même encore la troisième Fête nationale flamande du chant pour les jeunes (Vlaamsch Nationaal Jeugdzangfeest).

### Après la Seconde Guerre mondiale

#### L'Après-guerre immédiat
Dans l'après-guerre, Willem De Meyer, souhaitant insuffler une vie nouvelle aux Fêtes, ne s'adressa pourtant pas à ses amis d'antan, car ceux-ci avaient été frappés par la répression et craignaient des représailles, mais il fit appel à du sang neuf qu'il trouva dans les personnes de Maurits et Herman Wagemans et de Gustaaf van Damme. Le VNZ reprit ses travaux le 18 juin 1947, mais dorénavant sous le nom d’Algemeen Nederlands Zangverbond, bien que le nouvel ANZ fût entièrement fondé sur le modèle du VNZ, à la fois dans ses structures, dans ses finalités et dans ses méthodes. La numérotation des Fêtes concordait avec celle de l'avant-guerre, et le onzième Fête eut lieu le 18 juillet 1948 à Courtrai, parce que cette ville traditionnellement catholique était l'une des rares où l'ANZ nouvellement formé était le bienvenu. Se référant à la guerre et à la collaboration, le président Herman Wagemans déclara dans le discours d'ouverture : « Blanc et noir devrait conjuguer les forces afin de construire fraternellement l'avenir de la Flandre. »
La treizième Fête eut lieu, non pas sur la Grand-Place d'Anvers comme les organisateurs l'avaient souhaité, mais au Palais des Sports de la même ville, car le bourgmestre Lode Craeybeckx, en qui les factions catholiques et nationalistes au sein de la structure organisatrice de l'ANZ avaient trouvé un ennemi commun, avait des objections quant à la numérotation consécutive des Fêtes suggérant que l'ANZ ne voulait pas prendre ses distances par rapport aux Fêtes organisées pendant la guerre, ainsi que quant à la présence de chefs d'orchestre et de chœur s'étant compromis pendant l'occupation.
Entre les factions nationalistes et catholiques au sein de l'ANZ se produisit une rupture lors de la quinzième Fête, qui eut lieu à Bruxelles le 22 juin 1952, provoquée par les appels à l'amnistie et les connotations politiques des textes de transition de Bert le Bois. En particulier, les extrémistes flamands menés par Karel Dillen exacerbèrent les dissensions. Pour aggraver la situation, on organisa un festival de la chanson rivalisant, le Dag van het Vlaamse Lied (La Journée de la chanson flamande), qui eut lieu cinq fois entre 1952 et 1957, et auquel on avait persuadé Jef van Hoof de collaborer. Les instigateurs de cette Journée voulaient dissocier le lien entre la chanson et la politique, mais ils ne réussirent pas à s'appuyer sur un support convenable. Une épreuve de force entre les deux organisations eut lieu le 14 juillet 1657, car les deux festivals de chant avaient été prévus le même jour. La compétition fut décidée en faveur de l'ANZ, car la Fête organisée par ce dernier à Anvers avait attiré de 16 000 à 20 000 personnes, tandis que seulement 8 000 personnes intéressées étaient venues à la Journée à Gand.

#### Le processus de rajeunissement
Pour que les Fêtes restassent attractives pour les jeunes générations, il fallait, dès 1965, faire appel aux kleinkunstenaars, des chansonniers populaires qui se concentrent sur la production d'un répertoire « intellectuel » : d'abord, on attira Cor van der Goten comme présentateur (1965), pour l'engager plus tard en tant que chanteur. Puis suivit Miel Cools, qui obtint un succès retentissant à la 29e Fête (1966), et qui ouvrit ainsi la voie à d'autres vedettes de la jeune génération, dont The Shepherds (Les Bergers, 1967), les Vaganten (1969), les Elegasten (1970), Jan De Wilde et Jules de Corte (1972). Les chansons de bataille dans le style du romantisme tardif et les chants du pays natal furent largement rejetés. Après la « déromantisation », le répertoire traditionnel des Fêtes fut complété par des chansons folkloriques et, plus tard, par les chansons appartenant au genre du kleinkunst. Certains compositeurs-chefs d'orchestre ne voulaient pas que cela se produisît : Armand Preud'homme, Jan Brouns et Wies Pee refusèrent de diriger lors de la Fête de 1967.
Dans la seconde moitié des années 1970, l'intérêt porté aux activités plutôt traditionnelles de l'ANZ semblait diminuer, et à la Fête du jubilé de 1977 assistèrent à peine 15 000 personnes. Dans l'année où fut signé le pacte d'Egmont, qui conduisit à une grande controverse au sein du mouvement flamand, aucun discours ne fut prononcé afin d'assurer l'unité entre les Flamands et le bon déroulement de la Fête, ce qui ne s'était d'ailleurs plus produit depuis 1950.
En 1981, la Fête subit à nouveau la concurrence d'un autre festival : d'un comité d'action contre le chant de l'hymne national sud-africain naquit la Ligue flamande progressiste du chant (Vlaams Progressief Zangverbond) qui monta, le 1er mars de cette année, le premier festival flamand de la chanson progressive, attirant des artistes comme Wannes Van de Velde et Walter De Buck. Ce festival devint moribond lorsque, l'année suivante, elle n'attira pas plus de 1 500 participants, c'est-à-dire : à peine la moitié des personnes intéressées venues en 1981. 
La 75e édition du festival a eu lieu le 11 mars 2012. Erik Stoffelen, le président actuel de l'ANZ, en parlant de l'actualité politique, y a constaté qu'un moment charnière dans l'histoire s'annonce et il a achevé le discours traditionnel sur une note positive : « Jamais auparavant nous n'avons eu une représentation aussi importante des “partis V” au parlement et jamais tant de gens sont parvenus à la même conclusion : que la Belgique n'a pas d'avenir, à la différence de la Flandre. » En outre, le président a remarqué qu'il faut rajeunir le public de la Fête, et il a fait mention des problèmes financiers surgis depuis le retrait des subventions.

## Ressources

### Sources
- (nl) « 'België heeft geen toekomst meer en Vlaanderen wel'. Volle Lotto Arena voor Vlaams Nationaal Zangfeest » [source : Belga ], De Standaard, [En ligne], réf. du 11 mars 2012, 18 h 21, [www.standaard.be].
- (nl) De Wever, Bruno. Greep naar de macht. Vlaams-nationalisme en Nieuwe Orde. Het VNV 1933-1945, Tielt, Lannoo, 1994  (ISBN 90 209 2267 X et 90 80063576), p. 297.
- (nl) Elias, H.J. Vijfentwintig jaar Vlaamse Beweging, Anvers, De Nederlandsche Boekhandel, 1969-1972, 4 vol., p. 122.
- (nl) Florquin, Joos. « Willem De Meyer », Ten huize van... 14, Louvain, Davidsfonds, / Bruges, Orion - Desclée De Brouwer, 1978, p. 163-165.
- (nl) « Kaartenverkoop 75ste Vlaams Nationaal Zangfeest gestart », Nieuwsbrief (Bulletin d'information), [En ligne], 4 décembre 2011, [www.anz.be] (Algemeen Nederlands Zangverbond).
- (nl) Van de Vijver, Herman. België in de Tweede Wereldoorlog. Deel 8: Het cultureel leven tijdens de bezetting, DNB/Uitgeverij Peckmans, Kapellen, 1990, p. 20.
- (nl) Vos, Jozef. « ‘Rooie duivel’ Piet Tiggers bezoekt met Koos Vorrink de internationale socialistische jeugddag. Gemeenschapszang als ideologisch bindmiddel », Een muziekgeschiedenis der Nederlanden (réd. Louis Peter Grijp), Amsterdam University Press / Salomé / Pelckmans / Meertens Instituut / Koninklijke Vereniging voor Nederlandse Muziekgeschiedenis, 2001  (ISBN 90-5356-488-8 et 90-289-3000-0), p. 586.
- (nl) Willaert, Hendrik, et Jan Dewilde. 150 jaar muziekleven en Vlaamse Beweging. "Het lied in ziel en mond", Tielt, Lannoo, 1987  (ISBN 90 209 1424 3), p. 122-127, 146-152.